# Bellingmo Station
Bellingmo Station (Bellingmo stasjon eller Bellingmo holdeplass) er en jernbanestation på Rørosbanen, der ligger i Alvdal kommune i Norge. Stationen består af et spor og en kort perron med et læskur i træ.
Stationen blev åbnet som trinbræt 1. august 1898. Oprindeligt hed den Bellingmoen, men den skiftede navn til Bellingmo i april 1921. Den blev opgraderet til holdeplads 1. april 1904 men atter nedgraderet til trinbræt 2. maj 1967. Betjeningen med persontog blev indstillet 16. juni 2002 men genoptaget 1. september 2003. Det var meningen, at betjeningen med persontog skulle indstilles igen 9. december 2012, men Stortinget vedtog imidlertid at opretholde den i forbindelse med vedtagelsen statsbudgettet for 2013.
Ved stationens åbning i 1877 blev der opført en banevogterbolig efter tegninger af Peter Andreas Blix. Den blev revet ned i 1970.